# 小行星8192
小行星8192（英語：8192 Tonucci）是一颗围绕太阳公转的小行星。1993年9月10日，Stroncone在斯特龙科内发现了此天体。
这颗小行星的绝对星等为161.70602等。